# 吉田ゆい
吉田 ゆい（よしだ ゆい、1992年6月2日 - ）は日本の元タレント、元グラビアアイドル。10-POINTに所属していた。

## 略歴
- 2011年5月　1stDVD「ゆい、はじめまして」（ラインコミュニケーションズ）でデビュー。
- ミスアクション2013　セミファイナリスト。
- ミスFLASH2013　ファイナリスト。
- 日テレジェニック2013候補生。

## 人物
- 大のジャイアンツファン。
- ガンダムSEED・DESTINYのファンでもある。
- 現役、看護学生。
- 資格：救急法救急員、ホームヘルパー

## 出演

### 映画
- アリスインプロジェクト the MOVIE『終焉少女 LAST GIRL STANDING』（2013年7月公開）後藤ゆい 役

### DVD
- ゆい、はじめまして（2011年5月、ラインコミュニケーションズ）

### 雑誌
- 週刊ヤングジャンプ　プレゼントページ（2011年9月、集英社）
- 漫画アクション（2012年、双葉社）ミスアクション2013関連
- FLASH（2012年 - 2013年、光文社）ミスFLASH2013関連

### 舞台
- 「神様と過ごした10日間」（2013年4月4日 - 7日、ラゾーナ川崎プラザソル）小柳さつき 役

### ラジオ
- RADIO KICK「くちびる判定」（ZIP-FM、2011年10月）
- アイドル情報部（下北FM、2012年10月）ミスアクション2013の企画
- 川村ゆきえのおしゃべりナイト（下北FM、2013年3月）

### WEB
- ニコニコ神社＠お台場合衆国（2012年8月）ミスアクション2013の企画として参拝
- サンスポweb（2012年）ミスアクション2013の企画[1]
- ZAKZAK（2012年）ミスアクション2013の企画

### モバイル
- ケータイYOUNG JUMP「ぷるるんサバイバル」（2011年9月・11月）
- 週プレBOOK「欲望のシェアハウス」（2013年4月）

### その他
- ウィローエンターテイメント「ウィロー学園」生徒代表

### イベント
- ボートピア名古屋 ステージイベント（2011年11月）
- 汐留グラビア甲子園2011（2011年8月）
- 汐留グラビア甲子園2012（2012年8月）
- 川村ゆきえバースデー2013「みんなで伊豆にゆっきーツアー」司会進行（2013年1月）
- ウィローエンターテイメント「ウィロー学園」入学式（2013年3月）

### 撮影会
- あきスタ！
- フォトジェニック撮影会
- Fresh
- NS studio

等